# دوست العابد
دوست العابد هو أبو محمد القاسم بن نصر بن سالم المعروف ب(دوست) العابد، و(دوست) كلمة فارسية معناها صديق، وكان من علماء المسلمين ومن أعيان المتعبدين.
حدث عن: سريج بن النعمان الجوهري، وعمرو بن عون الواسطي، وعبيد بن هاشم الكوفي.
وروى عنهُ: عبد الصمد بن علي الطستي، وأبو سهل ابن زياد القطان، وجعفر الخلدي.
وكان ينزل في سيب القاضي من الجانب الشرقي من بغداد.

## وفاته
توفي دوست العابد في بغداد عام 281 هـ/894م، وقال أبو بكر محمد بن عبد الله بن إبراهيم الشافعي: توفي القاسم ابن نصر (دوست) يوم الأربعاء من شهر رمضان سنة إحدى وثمانون ومائتين، ودفن في مقبرة الخيزران.